# Poudis
Poudis – miejscowość i gmina we Francji, w regionie Oksytania, w departamencie Tarn.
Według danych na rok 1990 gminę zamieszkiwało 181 osób, a gęstość zaludnienia wynosiła 39 osób/km² (wśród 3020 gmin regionu Midi-Pireneje Poudis plasuje się na 882. miejscu pod względem liczby ludności, natomiast pod względem powierzchni na miejscu 1517.).